# 首都医科大学附属北京口腔医院
首都医科大学附属北京口腔医院是三级甲等口腔专科医院。医院同时承担首都医科大学口腔医学院的任务。

## 院区分布

### 天坛部
天坛部位于东城区天坛西里4号，将整体搬迁至丰台区花乡地区，迁建工程已于2019年开工。

### 王府井部
王府井部位于东城区锡拉胡同11号。